# آنا فگی
آنا فگی (به انگلیسی: Anna Fegi) (زاده ۱۸ آوریل ۱۹۷۷) خواننده و بازیگر فیلیپینی است. او در بیش از هفتاد کشور جهان اجراهای بین‌المللی داشته است و به خاطر کارش در برنامه پرطرفدار ASAP در شبکه تلویزیونی ای‌بی‌اس-سی‌بی‌ان و کانال فیلیپینی (TFC)، اجراهایش در مسابقات هیمیگ هاداگ و همچنین دو آلبوم انفرادی او که منتشر شده شناخته شده است.

## زندگی‌نامه
آنا فگی در تولدو، سبو، فیلیپین به دنیا آمد و چهارمین فرزند از هفت فرزند گاودنسیو و سوکورو فگی است.

## آهنگ‌شناسی
- هر قدم از راه (۲۰۰۱، سونی بی‌ام‌جی)
- مستقیم به جلو (۲۰۰۳، سونی بی‌ام‌جی)